# René Cottet
René Cottet (* 25. November 1902 in Paris; † 24. April 1992 in Rousset-les-Vignes) war ein französischer Maler und Graveur.
In der Zeit von 1916 bis 1920 war er an der Ecole Estienne, anschließend an der l’École nationale des Beaux-Arts.

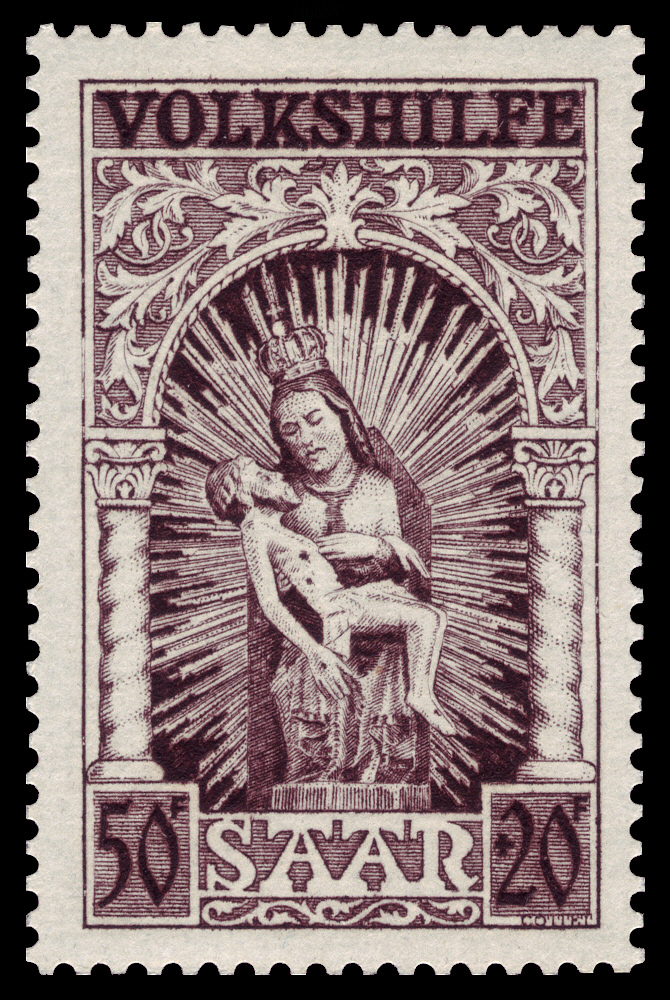
Cottets Signet befindet sich unter der Angabe des Zuschlags (+20 F), Hier höchster Wert der Saargebiet-Volkshilfe 1949: Unsere Liebe Frau mit den Pfeilen

Er war Professor an der technischen Robert-Estienne-Hochschule in Paris sowie grafischer Gestalter mehrerer Briefmarken.
Von 1933 bis 1934 war er Internatsschüler in der Meisterklasse an der französischen Ausländerschule Casa de Velázquez in Madrid Stipendiat der Stadt Paris.
Cottet hat zwischen 1938 und 1968 über sechshundert Briefmarken gestaltet, vor allem für Frankreich, Luxemburg, das Saarland, Polen, Monaco, Tunesien und Marokko sowie eine für die französischen Süd- und Antarktisgebiete. Das erste Motiv für die französische Postverwaltung war 1941 das Wappen der Stadt Marseille. Seine Motive umfassen vor allem Porträts, Landschaften, auch Stadtlandschaften und Tiere. Sein Abschluss war 1968 die Briefmarkenserie zu Auguste Renoir.

## Auszeichnungen und Preise
- 1932: premier second Grand Prix de Rome de gravure.
- 1954: Grand Prix des Beaux-Arts de la ville de Paris. Médaille d’or au Salon des Artistes français. Mehrere Ausstellungen.
- Mitglied im Comité national de la Gravure française
- Chevalier de la Légion d’Honneur